# Katrin Bekes
Katrin Bekes (geb. 1977 in Hattingen) ist eine deutsche Zahnärztin und Hochschullehrerin. Sie ist Professorin für Zahn-, Mund- und Kieferheilkunde an der Medizinischen Universität Wien, Präsidentin der Deutschen Gesellschaft für Kinderzahnheilkunde und Vizepräsidentin der Österreichischen Gesellschaft für Kinderzahnmedizin.
Bekes nahm im Jahr 1997 ein Studium der Zahnmedizin an der in der Martin-Luther-Universität Halle-Wittenberg auf, das sie im Jahr 2002 mit einem Staatsexamen abschloss. Im selben Jahr erhielt sie ihre Approbation. Anschließend war Bekes dort als Wissenschaftliche Mitarbeiterin zunächst an der Universitätspoliklinik für Zahnerhaltungskunde und Parodontologie und dann bis 2010 an der Sektion Kinderzahnheilungskunde tätig. Im Jahr 2003 promovierte sie sich. Von 2010 bis 2015 arbeitete Bekes als Oberärztin in der Sektion Präventive Zahnheilkunde und Kinderzahnheilkunde an der Universitätspoliklinik für Zahnerhaltungskunde und Parodontologie der Martin-Luther-Universität. Von 2013 bis 2015 absolvierte sie einen Studiengang zum Master of medical Education (MME). Zwischenzeitlich habilitierte Bekes sich im Jahr 2012.
Im Jahr 2014 wurde Bekes als Professorin für Zahn-, Mund- und Kieferheilkunde des Kindesalters an die Medizinische Universität Wien berufen. Es handelt sich um die erste Professur für Kinderzahnheilkunde in Österreich.
Bekes engagiert sich ehrenamtlich in der Deutschen Gesellschaft für Kinderzahnmedizin, für die sie von 2008 bis 2019 als Generalsekretärin tätig war. Im Jahr 2019 wurde sie zur Präsidentin dieser Fachgesellschaft gewählt. In den Jahren 2022 und 2024 erfolgte eine Wiederwahl. Zudem ist sie seit 2017 Vizepräsidentin der Österreichischen Gesellschaft für Kinderzahnmedizin. Weiterhin engagiert Bekes sich in der European Academy of Pediatric Dentistry und in der International Association of Pediatric Dentistry. Darüber hinaus ist sie im Stiftungsbeirat Innovative Zahnmedizin aktiv und gehört dem wissenschaftlichen Beirat der Selbsthilfegruppe Ektodermale Dysplasie an.